# Келлі Брук
Келлі Брук (англ. Kelly Brook, нар. 23 листопада 1979 року, Рочестер) — британська акторка і фотомодель.

## Біографія
Келлі Енн Парсонс народилася 23 листопада 1979 року в місті Рочестер, графство Кент, Велика Британія. В 17 років Келлі поступила в престижну театральну школу London's Italia Conti stage school, її батьки не могли собі дозволити платити за навчання доньки, а гранту Келлі домогтись не вдалось. Але, це її не зупинило. Щоб платити за навчання, Келлі почала працювати моделлю для невеликих фірм і офіціанткою в чайному магазині. Засвітившись в декількох чоловічих журналах, Келлі отримала маленьку роль на ТБ в шоу «Nicky with the Ticky».
Після цього шоу Келлі запросили на місце ведучої програми Big Breakfast і ця передача стала її зоряним часом. Продюсери шоу сумнівались, чи вдасться Келлі легко вписатися в ритм програми і порозумітися з її ведучим, але у неї це чудово вдалося. Мало того, скоро вона стала однією з головних складових успіху шоу: чоловіки ціпеніли при погляді на пишнотілу красуню в облягаючих туалетах. Тим не менше, в 1999 році Келлі вирішила залишити Big Breakfast, щоби, з її слів, проводити більше часу зі своїм бойфрендом, актором Джейсоном Стейтемом, з яким вона збиралась одружитись. Втім, Келлі недовго була без роботи. Буквально відразу відома фірма, виробник спідньої білизни, запропонувала їй дуже вигідний контракт. Її світлини з'явились в журналах і на вулицях Лондона.
Любов чоловічих журналів до Келлі неймовірно прогресувала. Якщо в 1998 році авторитетний журнал FHM поставив її тільки на 29 місце в списку найсексуальніших жінок світу, то в 1999 році вона була вже третьою. І навіть те, що в цьому ж списку в 2000 році Келлі зайняла п'яту позицію, а в 2001 році — четверту навряд чи її засмутило — адже журнал Maxim поставив її на перше місце серед найсексуальніших жінок минулого століття.
У 2005 році Келлі виступила продюсером фільму Відомий Острів Кохання.
У 2010 Келлі Брук зіграла у фільмі Піранья в 3D. Вона відпочивала в Лос-Анджелесі, де в ресторані її випадково побачив режисер фільму, і запропонував взяти участь в кастингу

## Фільмографія
| Рік       |    | Українська назва                | Оригінальна назва                  | Роль                   |
| --------- | -- | ------------------------------- | ---------------------------------- | ---------------------- |
| 2000      | ф  | У пошуках брата                 | Sorted                             | Сара Шаблон:На острове |
| 2001      | ф  | Повернення Джека-різника        | Ripper                             | Маріса Таварес         |
| 2001      | тф | Пригоди Фіони Плам              | The (Mis)Adventures of Fiona Plum  | Фіона Плам             |
| 2002      | с  | Таємниці Смолвіля               | Smallville                         | Вікторія Гардвік       |
| 2003      | кф | Зоровий контакт                 | Eye Contact                        | Аня                    |
| 2003      | ф  | Абсолон                         | Absolon                            | доктор Клер Віттакер   |
| 2003      | ф  | Пограбування по-італійськи      | The Italian Job                    | подруга Лайли          |
| 2004      | ф  | Секс в невеликому місті         | School for Seduction               | Софія Росселіні        |
| 2004      | вг | Need for Speed: Underground 2   | Need for Speed: Underground 2      | Ніккі Морріс           |
| 2005      | тф | Ромі і Мішель. На початку шляху | Romy and Michele: In the Beginning | Лінда Фешіобелла       |
| 2005      | ф  | Смертельний лабіринт            | House of 9                         | Леа                    |
| 2005      | ф  | Чоловік за викликом 2           | Deuce Bigalow: European Gigolo     | дівчина з картини      |
| 2005      | ф  | Секс заради виживання           | Survival Island                    | Дженніфер              |
| 2006      | кф | У настрої                       | In the Mood                        | Єва                    |
| 2006      | с  | Міс Марпл Агати Крісті          | Agatha Christie's Marple           | Елсі Голланд           |
| 2007      | с  | Готель «Вавилон»                | Hotel Babylon                      | Леді Кетрін Стенвуд    |
| 2007      | ф  | Моя мама русалка                | Fishtales                          | Неріед                 |
| 2009      | с  | Переміщення столу               | Moving Wallpaper                   | Келлі Брук             |
| 2009      | кф | Відродження                     | Renaissance                        | Саманта                |
| 2010      | кф | Шоу Келлі Брук                  | Kelly Brook's Cameltoe Shows       | Келлі Брук             |
| 2010      | ф  | Піраньї 3D                      | Piranha 3D                         | Денні                  |
| 2010      | ф  | Зачистка                        | Removal                            | Кірбі                  |
| 2011      | с  | Скінс                           | Skins                              | Джемайма               |
| 2012      | ф  | Кіт Лемон: Фільм                | Keith Lemon: The Film              | Келлі Брук             |
| 2012      | с  | Військова хроніка               | Metal Hurlant Chronicles           | Скарр                  |
| 2012—2013 | с  |                                 | Lemon La Vida Loca                 | Келлі Брук             |
| 2013      | с  | Спецназ: Сан-Дієго              | NTSF:SD:SUV                        | Анна                   |
| 2013      | с  | Затроленний                     | Trollied                           | Келлі Брук             |
| 2015      | с  | Одне велике щастя               | One Big Happy                      | Пруденс                |
| 2015      | ф  |                                 | Taking Stock                       | Кейт                   |